# Zdzisław Rurarz
Zdzisław Maciej Rurarz (ur. 24 lutego 1930 w Pionkach, zm. 21 stycznia 2007 w Falls Church w Wirginii, USA) – polski ekonomista, dyplomata, wykładowca w SGPiS, autor książek i publikacji, ambasador PRL w Japonii.

## Życiorys

### Wykształcenie
Maturę zdał w Liceum Ogólnokształcącym w Końskich (1950). W latach 1950–1954 studiował na Wydziale Handlu Zagranicznego Szkoły Głównej Służby Zagranicznej. W 1962 r. obronił na Wydziale Handlu Zagranicznego Szkoły Głównej Planowania i Statystyki (SGPiS) pracę doktorską „Rola zewnętrznych źródeł finansowania rozwoju gospodarczego krajów słabo rozwiniętych” i otrzymuje stopień doktora nauk ekonomicznych. W 1970 r. habilitował się na podstawie dzieła „Ekspansja kapitału USA”. 16 listopada 1979 r. Rada Państwa PRL nadała mu tytuł profesora nadzwyczajnego nauk ekonomicznych.

### Kariera w PRL
W 1945 wstąpił do Związku Walki Młodych, w 1946 do Polskiej Partii Robotniczej. W 1954 został członkiem Komitetu ds. Nauki przy Biurze Politycznym Komitetu Centralnego PZPR. Od lipca 1953 do marca 1954 był członkiem Komisji Nadzorczej Państw Neutralnych w Korei. We 1956 został naczelnikiem Wydziału Amerykańskiego, Departamentu Traktatów II, Ministerstwa Handlu Zagranicznego. Od stycznia do lipca 1959 przebywał na stypendium ONZ w Genewie. Po powrocie, do marca 1962, naczelnik Wydziału Organizacji Międzynarodowych MHZ. Od kwietnia do listopada 1962 naczelnik Wydziału Północnoamerykańskiego. Od listopada 1962 do czerwca 1966 attaché handlowy przy Biurze Radcy Ekonomicznego Ambasady w Waszyngtonie. Od października 1963 do stycznia 1964 przedstawiciel RWPG na I Sesji UNCTAD w Genewie. Od lipca 1966 do listopada 1969 doradca ministra MHZ. W latach 1967–1972 wykładowca SGPiS. Od grudnia 1969 do września 1971 stały przedstawiciel PRL przy GATT w Genewie oraz zastępca stałego przedstawiciela PRL przy Biurze ONZ w Genewie. Od września 1971 do grudnia 1972 w zespole doradców ekonomicznych Edwarda Gierka. Od stycznia 1973 do lipca 1976 doradca specjalny Sekretarza Generalnego UNCTAD. Od lipca 1976 do stycznia 1981 szef Zespołu Doradców Ekonomicznych Ministra Spraw Zagranicznych.

### Ambasador w Japonii
6 lutego 1981 Rurarz został nominowany na ambasadorem PRL w Japonii, akredytowanym także na Filipinach. Po ogłoszeniu stanu wojennego, 23 grudnia 1981 schronił się w ambasadzie USA w Tokio, prosząc o azyl polityczny. Został przewieziony wraz z rodziną do USA, gdzie mieszkał do końca życia. W liście otwartym do gen. Wojciecha Jaruzelskiego pozostawionym w Tokio napisał „Panie Generale, wydając rozkaz użycia Wojska Polskiego przeciwko polskiemu narodowi, zapewnił Pan sobie miejsce w naszej krwawej historii jako oprawca tegoż narodu. […] Czyżby Pan, Generale, był tak naiwny, że nie zdaje sobie sprawy z faktu, komu Pan służy?”.
Następstwem ucieczki Rurarza do USA było odebranie mu przez władze PRL obywatelstwa, konfiskata majątku w kraju oraz zaoczne skazanie na śmierć „za zdradę ojczyzny”. Podobny los spotkał Romualda Spasowskiego, ambasadora PRL w USA, który po wprowadzeniu stanu wojennego w Polsce także wystąpił o azyl polityczny. W USA wystąpił przed komisją Kongresu, potępiając politykę gen. Wojciecha Jaruzelskiego, a wprowadzenie stanu wojennego określił „wypowiedzeniem wojny narodowi przez rząd”. Wzywał polityków amerykańskich do wprowadzenia sankcji ekonomicznych wobec PRL-u.

### Późniejsze lata
Po 1989 rzadko angażował się w politykę i wypowiadał publicznie, był również sceptyczny wobec transformacji politycznej w Polsce. W lutym 1990 odbyła się rozprawa rewizyjna w sprawie cofnięcia wyroku skazującego Zdzisława Rurarza na śmierć, wyrok zamieniono na 25 lat pozbawienia wolności. W maju doszło do kasacji wyroku, jednak nie postanowiono o zwrocie pozostawionego majątku. Zdzisław Rurarz nigdy nie wrócił do Polski z obawy o własne życie – nie wierzył w prawdziwość deklaracji, z nieufnością podchodził do przemian w Polsce. Po śmierci został uhonorowany jedynie przez stronę amerykańską, co podkreśliły słowa ambasadora USA w Polsce V. Ashe’a: „Ambasador Rurarz był człowiekiem niezłomnych zasad, który w czasie trudnym dla Polski podjął niełatwą decyzję, by twardo bronić swoich przekonań, i zostanie zapamiętany dzięki swojej odwadze”.
Ostatnie lata życia spędził w Reston w Wirginii. Był chory na nowotwór.

## Publikacje
- „Ekspansja kapitału USA”, Państwowe Wydawnictwo Ekonomiczne, Warszawa, 1969
- „Dylematy rozwoju”, Państwowe Wydawnictwo Ekonomiczne, 1977
- „Kryzys energetyczny – mit czy rzeczywistość?”, Państwowe Wydawnictwo Ekonomiczne, 1978
- Shūyōjo: Nihonjin-e ai-o komete chū-Nichi Pōrando taishi bōmeiki / Z. Rurasshu ; Kasai Tetsuo yaku. (Oryg.: The asylum: to the Japanese with love.), Tōkyō: Sekai Nippōsha, 1984, ISBN 4-88201-020-8.
- „Byłem doradcą Gierka”, Wyd. Andy Grafik LTD, Chicago-Toronto-Warszawa, 1990
- „Perfidna gra: spotkania z prof. Rurarzem: druga część rozmów pomiędzy Zdzisławem M. Rurarzem a Tomaszem S. Pochroniem”, Wydawnictwo Wici, Chicago, 1994
- „Komuchy”, Wydawnictwo Wici, Chicago, 1998
- Tajemnice „Okrągłego Stołu”, Wydawnictwo Wici, Chicago, 1999